# Christian Steltzer (Jurist, 1758)

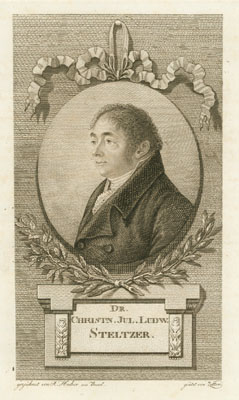
Christian Steltzer

Christian Julius Ludwig Steltzer, auch Stelzer, (* 5. Februarjul. / 16. Februar 1758greg. in Salzwedel; † 26. Septemberjul. / 8. Oktober 1831greg. in Berlin) war ein deutscher Jurist, Beamter und Hochschullehrer.

## Leben
Christian Steltzer studierte in Halle Recht und schloss mit Doktorwürde ab. Er begann seine Laufbahn als Justizrat und Stadtsekretär in Leimbach. Ab 1792 war Steltzer in Schraplau, im Departement der Magdeburgischen Regierung, Justizkommissar und Justizamtsmann in der Grafschaft Mansfeld.
1795 legte er seine Ämter nieder und wurde ordentlicher Professor des Criminalrechts an der Universität Halle, kehrte aber bereits 1796 nach Schraplau in seine damalige Position zurück.
Ab 1805 war er mit dem Titel als kaiserlich-russischer Hofrat für 10 Jahre Professor der Rechte an der Universität Moskau. In Moskau lehrte er Römisches Recht nach Johann August Hellfeld und Johann August Bach. Später nutzte er das von Anton Friedrich Justus Thibaut vorgestellte System des Pandekten-Rechts als Grundlage für seinen Unterricht.
Er kritisierte den damaligen Rechtsunterricht aufs Schärfste: „[Der Dozent] durfte den Studenten einzelne Artikel des russischen Gesetzbuches vorlesen und nichts weiter; er wählte die ihm nötig scheinenden Paragraphen, und las sie ab, ohne ein Wort daran zu verändern.“
Von 1815 bis Mitte 1817 war er Professor des Livländischen Rechts zu Dorpat. Von 1816 an als Rektor der Kaiserlichen Universität Dorpat.
Er zog nach Berlin und war von 1819 bis 1823 Privatdozent für Privat- und Erbrecht und Kriminalistik an der Friedrich-Wilhelms-Universität. Christian Steltzer wurde Königlich preußischer Justizrat und Hilfsrichter bei dem Kriminalsenat des Kammergerichts. Zusätzlich war er noch Oberlandesgerichtsassessor und geheimer expedirender Sekretär im Staatsministerium für die Revision der Gesetze.
Neben seinen fachlichen Veröffentlichungen verfasste er mehrere Gedichte und prosaische Aufsätze. Er stand mit Karl Friedrich von Savigny, Heinrich Christian Boie und Friedrich Leopold von Kircheisen in Briefkontakt.
Christian Steltzer war verheiratet und starb kinderlos.

## Werke (Auswahl)

### Trauerspiel
- Franziska Montenegro. Ein Trauerspiel in fünf Aufzügen, Magdeburg und Leipzig: Creutz 1781.

### Monografien
- Grundsätze des peinlichen Rechts, zwei Bände, Keyser, 1790.
- Critik über Preussens neues Criminalgesetz, Renger, 1795.
- Ueber Theurung des Getraides und Administration der Domainen- oder Kammergüther als gegenwirkendes Mittel, Freies literarisches Magazin für das Gemeinwohl der Völker und Länder, Band 1, 1804.
- Critik über des Freiherrn von Eggers Entwurf eines peinlichen Gesetzbuchs für die Herzogthümer Schleswig und Hollstein Altona, zwei Bände, Hommerich, 1811.
- Über den Willen, Rein, 1817.
- Einige Erinnerungen über die Zurechnung tödtlicher Verletzungen, Neues Archiv des Criminalrechts, Band 4, Hemmerde und Schwetschke, 1821.

### Mitautorenschaft
- gemeinsam mit Wilhelm von Stubenrauch:
  - Lehrbuch des teutschen Criminalrechts, Hemmerde und Schwetschke, 1793.
  - Grundsätze des Preußischen gerichtlichen Prozesses, zwei Bände, Ruff, 1796.

## Mitgliedschaften (Auswahl)
- 1797: Königlichen Akademie nützlicher Wissenschaften zu Erfurt[1]
- Kaiserlich russische Sozietät der Naturforscher zu Moskau
- Medizinisch-chirurgische Sozietät zu Moskau
- Thüringische ökonomische Gesellschaft zu Berlin

## Auszeichnung (Auswahl)
- Für seinen Beitrag zur Teuerung des Getreides 1804 durch die Neue Leipziger Literaturzeitung.[7]